# Victor Schiff
Victor Schiff (né le 21 février 1895 à Paris et mort le 14 juin 1953 à Rome) est un journaliste socialiste allemand.

## Biographie
Schiff est pendant la Première Guerre mondiale soldat de l'armée austro-hongroise. En 1917, il adhère au Parti social-démocrate d'Allemagne (SPD) à Berlin. Il est aux côtés de la délégation allemande lors de la signature du traité de Versailles.
Entre 1920 et 1933, il travaille pour la rubrique politique du journal socialiste de Berlin Vorwärts. Il est l'un des plus proches collaborateurs de Friedrich Stampfer (de) et a de nombreux contacts à l'étranger.
En 1931, il apporte son soutien à Heinrich Brüning, pour le parlementarisme pour faire face à la crise économique et à la montée du nazisme.
Au début du Troisième Reich, il est arrêté deux fois. Il décide aussitôt d'émigrer au Royaume-Uni puis en France. Il adhère au Sopade et participe à la résistance allemande au nazisme. Il devient correspondant pour le Daily Herald et des journaux allemands d'exilés.
Alors qu'il est de tendance centriste dans le SPD, il est en 1935 un partisan d'un Front populaire allemand avec les communistes. Avec le communiste Willi Münzenberg, soutenu par les Soviétiques, il crée un "Mouvement mondial pour la paix" en réponse à la seconde guerre italo-éthiopienne. Pendant la première année de la guerre d'Espagne, il est correspondant du Daily Herald sur le terrain.
En 1940, il émigre à Londres. En 1942, il est membre de la section locale du SPD. Il appartient à une aile "sociale-patriote" autour de Friedrich Stampfer. Schiff se prononce pour un traité de paix sans ingérence étrangère. Il est un adversaire de concessions territoriales et du réarmement unilatéral de l'Allemagne après la guerre. En 1943 et 1944, il quitte le SPD et rejoint un mouvement influencé par le communisme. En 1944, il revient à la social-démocratie.
En 1946, il est correspondant du Daily Herald à Rome et entretient des liens avec le SPD.
En plus des articles, il écrit des livres et est éditeur, notamment des discours de Jean Jaurès. Son compte-rendu du traité de Versailles fait partie des livres brûlés en 1933 par les nazis.

## Source de la traduction
- (de) Cet article est partiellement ou en totalité issu de l’article de Wikipédia en allemand intitulé « Victor Schiff » (voir la liste des auteurs).